# Armée de l'Étendard vert
Pour les articles homonymes, voir Armée chinoise (homonymie).

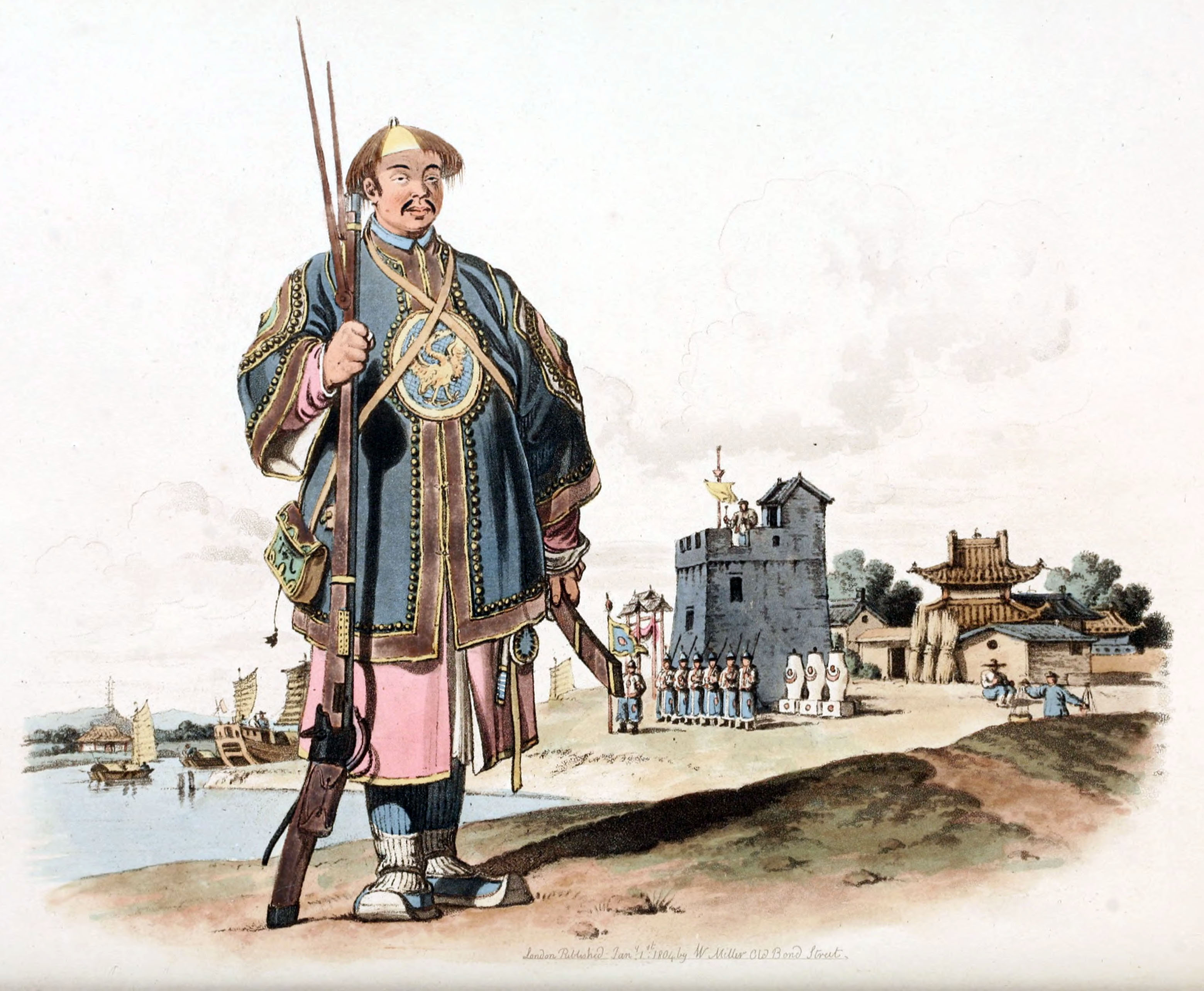
Soldat de l'Armée de l'Étendard vert (XIXe siècle).

L'armée de l'Étendard vert (chinois simplifié : 绿营 ; chinois traditionnel : 綠營 ; pinyin : lǜyíng ; litt. « bataillon vert ») est le nom d'une des deux armées constituant les forces militaires de la dynastie Qing, mandchoue.
À la différence de l'autre armée, les Huit Bannières, essentiellement composée de mandchous et de mongols, l'armée de l'Étendard vert était essentiellement constituée de Chinois Han. 
En règle générale, les Bannières étaient commandées uniquement par des généraux mandchous ou mongols, alors que l'Étendard vert était presque uniquement commandé par des Chinois Han.
L'armée de l'Étendard vert était considérée par la dynastie mandchoue comme moins fiable, moins motivée, et moins bien entraînée que l'armée des Huit Bannières.

## Origine
Les premières troupes de l'Étendard vert étaient constituées de soldats issus de l'armée Ming qui s'étaient rendus aux Qing en 1644 et dans les années suivantes. Ces soldats s'étaient enrôlés volontairement, pour un engagement de longue durée. Ils venaient en général des classes défavorisées de la société, et restaient isolés de la société chinoise, en partie du fait des préjugés anti-militaristes profonds de la société chinoise à la fin de la dynastie des Ming, et en partie du fait qu'ils étaient payés trop peu et trop irrégulièrement pour espérer se marier et fonder une famille.

## Rôle et missions de l'armée de l'Étendard vert
À partir du XVIIIe siècle, l'armée de l'Étendard vert va essentiellement servir de force de gendarmerie, dont le but est de maintenir l'ordre et de venir à bout des petites insurrections locales.
Cependant, lors des campagnes majeures, l'armée de l'Étendard vert fournit le gros des troupes. 
L'armée de l'Étendard vert est extrêmement morcelée, avec littéralement des milliers d'implantations, grandes ou petites, à travers tout l'Empire, certaines avec seulement une douzaine d'hommes. Elle est divisée en garnisons de la taille d'un bataillon (de l'ordre de cinq cents hommes), qui rendent compte au travers de généraux de brigade régionaux à des commandants en chef (提督) pour chaque province. Les gouverneurs et les gouverneurs généraux ont chacun un bataillon de l'Étendard vert sous leur commandement personnel, bien que leur rôle relève plus des domaines judiciaire et budgétaire que celui de la défense contre une invasion ou une révolte. En temps de paix, il est rare pour un officier de commander plus de cinq mille hommes.
À partir des années 1800 et pendant tout le XIXe siècle cependant, aussi bien les Huit Bannières que l'armée de l'Étendard vert perdent toute leur efficacité militaire, comme le montrent les guerres de l'opium, puis la révolte des Taiping.